# Жевахова гора
Жевахова гора — пагорб з глини, висотою 40 м, розташований на теренах м. Одеси. Використовується місцевим населенням для випасу кіз і корів, іноді ведеться видобуток глини, також використовується як сміттєзвалища. З гори відкривається гарний вид на Пересип і море. До штурму Хаджибею козаки називали цю гору «Довга Могила». Гора названа на честь генерал-майора Івана Жевахова (Джавахішвілі), чий палац і тепер знаходиться в селі Міжлиманське.

## Історія
На Жеваховій горі в V–IV столітті до н. е. розташовувалося античне святилище на честь давньогрецької богині Деметри, покровительки родючості та землеробства. У спеціальних культових ямах археологи виявили «дари» давньогрецьких жителів берегів Одеської затоки своїй божественній покровительці: амфори, рибні тарілки, витончений чорнолаковий посуд, персні, бронзові наконечники стріл, рибальські грузила, залізні ножі, і, навіть, посуд для парфумів. На честь Деметри в Причорномор'ї існувало спеціальне свято — тесмофорії. У святі брали участь тільки жінки. Тесмофорії були пов'язані не тільки із землеробством або родючістю, але й зі шлюбним життям жінок. Жевахівське святилище знаходилося на міжнародних морських торгових шляхах. Тому, можливо, ольвійський аристократ Протагор не просто ховався тут від своїх столичних проблем, але й брав участь в культових таїнствах, «задобрюючи богів» у важкі для себе часи.